# New York Film Festival
Il New York Film Festival è un festival del cinema statunitense, la cui prima edizione si tenne nel 1963 al Walter Reade Theater del Lincoln Center a New York. Il festival, che ha natura non competitiva, è stato inaugurato da Amos Vogel e Richard Roud.
L'attuale direttore è Kent Jones, che è anche il capo della Giuria che include i critici Dennis Lim, Melissa Anderson, Scott Foundas del settimanale L.A. Weekly, e J. Hoberman del The Village Voice.
Oltre a opere cinematografiche da tutto il mondo presentati nella selezione ufficiale "Main Slate", il festival propone classici restaurati ed è anche conosciuto per l'annuale "Views from the Avant-Garde", una mostra dei film sperimentali non narrativi, che si svolge dal 1997.
La 57ª edizione si è svolta dal 27 settembre al 13 ottobre 2019.